# Edeltraut Staimer
Edeltraut Staimer (* 6. April 1927 in Gräfelfing; † 24. Dezember 2020 in München) war eine katholische Theologin und Hochschullehrerin.

## Leben
Nach ihrer Schulzeit studierte Edeltraut Staimer an der Universität München Katholische Theologie und promovierte 1960 zum Thema „Die Schrift De Spiritu Sancto von Didymus dem Blinden von Alexandrien (Eine Untersuchung zur altchristlichen Literatur)“.
Von 1960 bis 1965 arbeitete Edeltraut Staimer als hauptamtliche Referentin in der Bundesstelle des Bundes der Deutschen Katholischen Jugend (BDKJ) in Düsseldorf. In dieser Zeit war sie verantwortlich für die Veröffentlichung des „Theologischen Fernkurses“ des Jugendhauses Düsseldorf und für die Einrichtung eines theologischen Kurses für Ordensfrauen. Von 1965 bis 1974 war sie freie Mitarbeiterin für den Theologischen Fernkurs.
1974 wurde Edeltraut Staimer an der  Pädagogischen Hochschule Rheinland (ab 1980 Universität Köln) Akademische Oberrätin am Seminar für Theologie und ihre Didaktik. Dort war sie zuständig für die religionspädagogische Ausbildung der Grund- und Hauptschullehrer sowie Sonderschullehrer/Förderschullehrer. Diese Arbeit an der Universität zu Köln beendete sie 1989. Anschließend lebte sie in München.
Nach einem Sturz ist Edeltraut Staimer am 24. Dezember 2020 im Alter von 93 Jahren in einem Münchener Krankenhaus gestorben.

## Schriften (Auswahl)
- Die Schrift De Spiritu Sancto von Didymus dem Blinden von Alexandrien (Dissertation), 1960
- Die Bedeutung der Geburt Jesu, München:  Dt. Katecheten-Verein, 1980
- Gott – der Vater, München: Dt. Katecheten-Verein, 1981
- Bilder vom Anfang, München: Pfeiffer, 1981
- Wollte Gott, dass Jesus starb? München: Pfeiffer, 1983
- Die Bedeutung der Auferstehung Jesu, München: Dt. Katecheten-Verein[3], 1984